# Arena (película de 2011)
Arena es una película de acción de 2011 estadounidense dirigida por Jonah Loop y protagonizada por Samuel L. Jackson y Kellan Lutz. Es una película para video.

## Argumento
En el Internet hay un show popular y salvaje de una moderna arena de gladiadores, donde los hombres luchan hasta la muerte para el entretenimiento de las masas que lo observan en línea. El gobierno ha intentado acabar en vano con el show ilegal. 
Un día un hombre llamado David Lord es raptado y obligado a entrar en ese mundo, donde irremediablemente va a tener que matar para no ser matado.

## Reparto
- Samuel L. Jackson - Logan
- Kellan Lutz - David Lord
- Johnny Messner - Kaden
- Katia Winter - Milla
- Daniel Dae Kim - Taiga
- James Remar - Agente McCarty
- Nina Dobrev - Lori Searle

## Producción
Al principio estaba planeado llamar la competición de gladiadores "Fury". Sin embargo, cuando una vez se confirmó la participación de Samuel L. Jackson en el filme se decidió llamarlo "Deathgames" para evitar la coincidencia de nombre con el personaje de Nick Fury, un personaje que el actor interpreta en varias adaptaciones de los cómics de Marvel a la gran pantalla.

## Recepción
La película para video ha sido valorada en el portal cinematográfico IMDb. Con 12 212 votos registrados la película obtiene en el portal una media ponderada de 4,7 sobre 10.